# Gefecht bei Carthage
Das Gefecht bei Carthage fand während des Amerikanischen Bürgerkriegs am 5. Juli 1861 auf dem Kriegsschauplatz Trans-Mississippi statt. Kommandeure waren der deutsche Oberst Franz Sigel (USA) mit etwa 1.100 Mann und der Gouverneur des Staates Missouri, Claiborne Jackson (CSA), mit etwa 4.400 Mann. Nach einem einleitenden Artillerieduell kam es zu einigen Geplänkeln. Als Sigel beobachtete, dass konföderierte Soldaten sich an seiner linken Flanke verstärkten – es handelte sich um meist unbewaffnete Rekruten – befürchtete er, umgangen zu werden, und brach das Gefecht ab. Mit Erfolg ständig kämpfend ausweichend erreichte Sigel am Abend Carthage. Im Schutz der Dunkelheit wichen die Truppen Sigels nach Sarcoxie, Missouri aus. Die Nordstaaten hatten 44 Tote und Verwundete und die Südstaaten zählten 170.
Taktisch und strategisch war das Gefecht bei Carthage bedeutungslos. Aber wegen des Ausweichens der Nordstaatler feierten die Anhänger der Konföderierten in Missouri, ängstlich bedacht auf Erfolge, es als großen Sieg. Zudem war es das einzige Gefecht des Bürgerkriegs, in dem ein amtierender Gouverneur selbst Truppen führte. 